# Ilian Evtimov
Ilian Evtimov, né le 28 avril 1983 à Sofia (Bulgarie), est un joueur de basket-ball professionnel franco-bulgare. Il mesure 2,01 m.

## Biographie
Il est le fils d'Ilia Evtimov et le frère de Vasco Evtimov. Ailier fort atypique, il n'est pas le joueur le plus athlétique mais dispose d'une grande intelligence de jeu et d'une très bonne capacité au tir à 3 points. C'est un poste 4 plutôt moderne pour sa génération, élargissant le jeu et n'hésitant pas à jouer sur le champ extérieur.
Entre 2010 et 2016, il passe six ans au club de l'Élan Chalon et a remporté un titre de Champion de France en 2012, deux Coupes de France en 2011 et 2012 une  Semaine des As en 2012. Avec le club chalonnais il a été finaliste de la Semaine des As en 2011, de la Leaders Cup 2016 et de l'EuroChallenge 2012. Il est nommé MVP de la finale de la coupe de France 2012, avec un total de 28 points, 7 rebonds et marquant 8 tirs à 3 points sur 16 tentatives. Depuis le 28 novembre 2015, Ilian (à l'Elan Chalon depuis 2010) est le joueur qui a porté le plus le maillot chalonnais avec 233 matchs, devançant Stanley Jackson (au club de 2000 à 2005) avec 232 matchs.
Le 9 juin 2016 il signe pour le club de Cholet.
Le 11 décembre 2018, il rejoint le Lille Métropole Basket Clubs en tant que pigiste médical de Thomas Ceci-Diop. En 10 matchs avec Lille, le franco-bulgare a tourné à 8 points à 46,6% de réussite aux tirs (40% à 3-points), 2,6 rebonds et 1,5 passe décisive pour 8 d'évaluation en 17 minutes. Le 10 février 2019, il rejoint la Chorale Roanne Basket jusqu'à la fin de la saison 2018-2019 de Pro B.
Le 9 avril 2022 Ilian Evtimov voit son maillot numéro 12 retiré par l'Elan Chalon en l'honneur de sa carrière et de sa fidélité au club.

## Palmarès

### Club
- Champion de France en 2012.
- Vainqueur de la Coupe de France 2011[12] et 2012.
- Vainqueur de la Semaine des As 2012[13].
- Finaliste de l'EuroChallenge 2012.
- Finaliste de la Semaine des As-Leaders Cup : 2011 et 2016

### Sélection nationale
- Médaille de bronze au Championnat d'Europe Espoirs 2002 avec l'équipe de France espoir (U20) à Vilnius (Lituanie)